# Decebal Traian Remeș
Decebal Traian Remeș (Băsești, 26 giugno 1949 – Baia Mare, 14 febbraio 2020) è stato un politico ed economista rumeno, membro del Partito Nazionale Liberale, che fece parte della Camera dei deputati dal 1996 al 2000. Fu ministro delle Finanze dal 1998 al 2000.